# Síugrás a 2006. évi téli olimpiai játékokon
A  2006. évi téli olimpiai játékokon a síugrás versenyszámait Pragelatóban rendezték meg február 11. és február 20. között.
Két férfi egyéni és egy férfi csapatviadalt rendeztek. Egyéniben mind a normál- mind pedig a nagysáncon összemérték tudásukat a versenyzők, a csapatversenyt a nagysáncon rendezték.

## Részt vevő nemzetek
A versenyeken 21 nemzet 79 sportolója vett részt.
- Ausztria (AUT) (4)
- Bulgária (BUL) (2)
- Csehország (CZE) (5)
- Dél-Korea (KOR) (4)
- Egyesült Államok (USA) (5)
- Észtország (EST) (10)
- Fehéroroszország (BLR) (2)
- Finnország (FIN) (5)
- Japán (JPN) (5)
- Kanada (CAN) (4)
- Kazahsztán (KAZ) (4)
- Kína (CHN) (4)
- Lengyelország (POL) (5)
- Németország (GER) (5)
- Norvégia (NOR) (5)
- Olaszország (ITA) (4)
- Oroszország (RUS) (4)
- Svájc (SUI) (4)
- Szlovákia (SVK) (1)
- Szlovénia (SLO) (4)
- Ukrajna (UKR) (1)

## Éremtáblázat
(Az egyes számoszlopok legmagasabb értéke vagy értékei vastagítással kiemelve.)
| A 2006. évi téli olimpiai játékok éremtáblázata síugrásban | A 2006. évi téli olimpiai játékok éremtáblázata síugrásban | A 2006. évi téli olimpiai játékok éremtáblázata síugrásban | A 2006. évi téli olimpiai játékok éremtáblázata síugrásban | A 2006. évi téli olimpiai játékok éremtáblázata síugrásban | Olimpia  |
| ---------------------------------------------------------- | ---------------------------------------------------------- | ---------------------------------------------------------- | ---------------------------------------------------------- | ---------------------------------------------------------- | -------- |
|                                                            | Ország                                                     | Arany                                                      | Ezüst                                                      | Bronz                                                      | Összesen |
| 1.                                                         | Ausztria (AUT)                                             | 2                                                          | 1                                                          | 0                                                          | 3        |
| 2.                                                         | Norvégia (NOR)                                             | 1                                                          | 0                                                          | 3                                                          | 4        |
|                                                            |                                                            |                                                            |                                                            |                                                            |          |
| 3.                                                         | Finnország (FIN)                                           | 0                                                          | 2                                                          | 0                                                          | 2        |
|                                                            |                                                            |                                                            |                                                            |                                                            |          |
| Összesen                                                   | Összesen                                                   | 3                                                          | 3                                                          | 3                                                          | 9        |

## Érmesek
Normálsánc K90
A verseny nagy izgalmakat, és viszonylagos meglepetést hozott. Az első forduló győztese mindenképpen óriási meglepetésnek számít, hiszen az orosz Dmitrij Vasziljev vezetett az első ugrás után. Őt követte holtversenyben az esélyes Janne Ahonen és Thomas Morgenstern. Ám a második ugrás alaposan felborította az első sorozat sorrendjét, és a papírformát is. Az utolsó 4 ugró előtt minden bizonnyal kissé megváltoztak a szélviszonyok, így ők (Andreas Küttel, Morgenstern, Ahonen és Vasziljev) nem szóltak bele az érmek sorsába.
Nagysánc
Ez a verseny is nagy izgalmakat, és meglepetést hozott. Az igazán esélyesnek számítók már első ugrásnál rontottak, így az első forduló után 2 osztrák (Kofler és Morgenstern) vezetett 2 norvég (Ljøkelsøy és Romøren) előtt. Aztán a második ugrás nagyon jól sikerült a kis sáncon győztes, norvég Bystøl-nek, aki ezzel felért a dobogóra. Ám a két osztrák hatalmas előnyét nem tudta ledolgozni, így ők végeztek az első két helyen, bár a sorrend megfordult. Tulajdonképpen a lehető legkisebb különbséggel nyert Thomas Morgenstern, hiszen mindössze egy tized ponttal előzte meg honfitársát. Andreas Kofler a második ugrásnál mutatott landolási bizonytalanságának köszönhette, hogy elvesztette az aranyérmet.
Csapatverseny, nagysánc
Az osztrákok némi meglepetésre, viszonylag magabiztosan gyűjtötték be ezt az aranyérmet. Az olimpiai előtt senki sem számított osztrák sikerre, de a azok után, hogy a nagysáncon két nappal korábban az arany- és az ezüstérmet is megszerezték, semmiképpen nem voltak esélytelenek. Már az első ugrások után is ők vezettek, és a második körben csak nőtt az előnyük. Egyedül a finn csapatnak mutatkozott esélye arra, hogy megszorongassa az osztrákokat, de ennél többre tőlük se futotta. A norvégok tetemes hátránnyal szerezték meg a bronzérmet, Ingebrigtsen ugyanis csak 116 métert produkált.
| A 2006. évi téli olimpiai játékok érmesei síugrásban |                                                                                       |       |                                                                                 |       |                                                                                          |       |
| Versenyszám                                          | Arany                                                                                 | Arany | Ezüst                                                                           | Ezüst | Bronz                                                                                    | Bronz |
| Egyéni, normálsánc                                   | Lars Bystøl · Norvégia (NOR)                                                          | 266,5 | Matti Hautamäki · Finnország (FIN)                                              | 265,5 | Roar Ljøkelsøy · Norvégia (NOR)                                                          | 264,5 |
| Egyéni, nagysánc                                     | Thomas Morgenstern · Ausztria (AUT)                                                   | 276,9 | Andreas Kofler · Ausztria (AUT)                                                 | 276,8 | Lars Bystøl · Norvégia (NOR)                                                             | 250,7 |
| Csapatverseny                                        | Ausztria (AUT) · Andreas Widhölzl · Andreas Kofler · Martin Koch · Thomas Morgenstern | 984,0 | Finnország (FIN) · Tami Kiuru · Janne Happonen · Janne Ahonen · Matti Hautamäki | 976,6 | Norvégia (NOR) · Lars Bystøl · Bjørn Einar Romøren · Tommy Ingebrigtsen · Roar Ljøkelsøy | 950,1 |